# Roger Maes (volleyballer)
Roger Maes (Gent, 4 juli 1943 – aldaar, 13 maart 2021) was een Belgisch volleyballer. Hij nam eenmaal deel aan de Olympische Spelen en werd viermaal Belgisch volleybalspeler van het jaar. 

## Loopbaan
Maes speelde basketbal vooraleer hij begon te volleyballen bij VC Trovato. hij speelde als spelverdeler en aanvaller. Hij verhuisde nadien naar Standaard Gent en KVBC Kortrijk. Hij speelde zes seizoenen bij Rembert Torhout en daarna zes jaar bij Ibis Kortrijk. Met deze beide clubs werd hij als speler-coach landskampioen. Nadien speelde hij nog twee seizoenen bij Wervik. Hij stopte op 47-jarige leeftijd met volleybal.
In 1971 werd Maes de eerste Belgische volleybalspeler van het jaar. Hij zou de trofee nog driemaal behalen, met name in 1972, 1974 en 1979.
Maes speelde meer dan 200 interlands voor de nationale ploeg. Hij maakte deel van de selectie tijdens de Olympische Zomerspelen 1968. België eindigde op de achtste plaats. Daarnaast nam hij viermaal deel aan het Wereldkampioenschap (1962, 1966, 1970 en 1974) met een achtste plaats als beste resultaat en viermaal aan het Europees kampioenschap.
Maes was van beroep brandweerman. Hij overleed op 77-jarige leeftijd aan de gevolgen van COVID-19.

## Palmares

### Individueel
- 1971: Belgisch volleybalspeler van het jaar
- 1972: Belgisch volleybalspeler van het jaar
- 1974: Belgisch volleybalspeler van het jaar
- 1979: Belgisch volleybalspeler van het jaar

### Clubverband
- 1969: Beker van België (Rembert Torhout)
- 1970: Beker van België (Rembert Torhout)
- 1971: Beker van België (Rembert Torhout)
- 1973: Belgisch landskampioen (Rembert Torhout)
- 1977: Beker van België (Ibis Kortrijk)
- 1978: Belgisch landskampioen (Ibis Kortrijk)
- 1979: Belgisch landskampioen (Ibis Kortrijk)
- 1979: Beker van België (Ibis Kortrijk)
- 1980: Beker van België (Ibis Kortrijk)

### Nationale ploeg
- 1962: 20e WK in Moskou
- 1963: 13e EK in Roemenië
- 1966: 14e WK in Praag
- 1967: 12e EK in Turkije
- 1968: 8e OS in Mexico-Stad
- 1969:  Spring Cup in Helsinki
- 1970: 4e Spring Cup in Tel Aviv
- 1970: 8e WK in Praag
- 1971:  Spring Cup in Göteborg
- 1971: 10e EK in Italië
- 1972:  Spring Cup in Athene
- 1973:  Spring Cup in Napels
- 1974:  Spring Cup in Ankara
- 1974: 11e WK in Mexico-Stad
- 1975: 12e EK in Joegoslavië